# Valérie Ducognon
Valérie Ducognon (* 1972) aus Granier bei Beaufort/Savoie ist eine französische Skibergsteigerin. Sie war 2002 Gewinnerin bei der I. Weltmeisterschaft Skibergsteigen in Serre Chevalier.

## Erfolge (Auswahl)
- 1999:
  - 1. Platz bei der La Belle étoile mit Delphine Oggeri
  - 1. Platz bei der La Tournette mit Delphine Oggeri
  - 2. Platz bei der Europameisterschaft Skibergsteigen Team mit Delphine Oggeri
  - 3. Platz beim Europacup-Rennen Miage Contamines Somfy Team mit Delphine Oggeri

- 2000:
  - 1. Platz Französische Meisterschaft
  - 1. Platz bei der La Tournette mit Delphine Oggeri
  - 1. Platz bei der Miage Contamines Somfy mit Delphine Oggeri
  - 1. Platz bei der L'Ubayenne mit Delphine Oggeri
  - 1. Platz beim Europacup-Rennen Vacheressane mit Delphine Oggeri
  - 1. Platz beim Europacup-Rennen in Bivio mit Delphine Oggeri
  - 2. Platz in der Europacup-Gesamtwertung Team (mit Delphine Oggeri)
  - 2. Platz beim Europacup-Rennen in Bormio mit Delphine Oggeri

- 2001:
  - 1. Platz bei der Französischen Meisterschaft Skibergsteigen Team mit Delphine Oggeri[2]
  - 2. Platz bei der Europameisterschaft Skibergsteigen Team mit Delphine Oggeri
  - 2. Platz in der Europacup-Gesamtwertung mit Delphine Oggeri

- 2002:
  - 1. Platz bei der Weltmeisterschaft Skibergsteigen Einzel
  - 1. Platz bei der Weltmeisterschaft Skibergsteigen Team mit Delphine Oggeri
  - 1. Platz bei der Weltmeisterschaft Skibergsteigen Kombination
  - 1. Platz bei der Trophée des Gastlosen mit Delphine Oggeri[3]

- 2003:
  - 2. Platz bei der Europameisterschaft Skibergsteigen Team mit Delphine Oggeri
  - 3. Platz bei der Europameisterschaft Skibergsteigen Einzel
  - 3. Platz bei der Europameisterschaft Skibergsteigen Kombinationswertung

- 2004:
  - 4. Platz bei der Weltmeisterschaft Skibergsteigen Team (mit Delphine Oggeri)

- 2005: 1. Platz bei der Pyramide d’Oz mit Delphine Oggeri[4]

### Pierra Menta
- 1999: 5. Platz mit Delphine Oggeri
- 2000: 2. Platz mit Delphine Oggeri
- 2001: 2. Platz mit Delphine Oggeri
- 2002: 1. Platz mit Delphine Oggeri
- 2003: 1. Platz mit Delphine Oggeri
- 2005: 2. Platz mit Delphine Oggeri
- 2008: 5. Platz mit Delphine Oggeri